# Raúl Vilches
Raúl Vilches More (* 2. Oktober 1954; † 13. Januar 2022 in Kolumbien) war ein kubanischer Volleyballspieler.
Vilches spielte 18 Jahre für die kubanische Nationalmannschaft. Bei den Olympischen Sommerspielen 1976 gewann er mit dieser die Bronzemedaille. Darüber hinaus gewann er bei den Panamerikanischen Spielen zwischen 1975 und 1987 zwei Gold- und zwei Silbermedaillen sowie WM-Bronze 1978.
Nach seiner aktiven Karriere war Vilches als Trainer für die Junioren- und A-Nationalmannschaft Kubas tätig. 1998 zog er nach Kolumbien, wo er 2022 nach einem mehrwöchigen Krankenhausaufenthalt an den Folgen einer Krebserkrankung starb.